# Gmina Boyer (hrabstwo Crawford)

Położenie Gminy Boyer w hrabstwie Crawford

Gmina Boyer (ang. Boyer Township) – gmina w USA, w stanie Iowa, w hrabstwie Crawford. Według danych z 2000 roku gmina miała 233 mieszkańców, a jej powierzchnia wynosi 92,61 km².